# José Loureiro da Silva

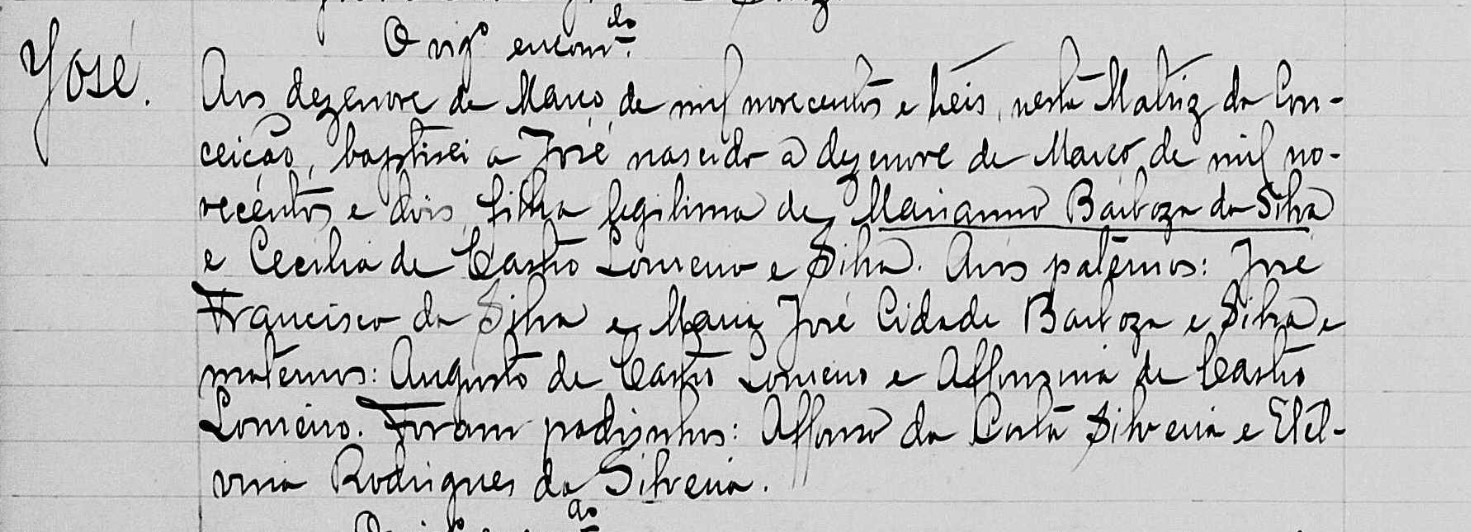
Registro de Batismo de José Loureiro da Silva

José Loureiro da Silva (Porto Alegre, 19 de março de 1902 – Porto Alegre, 3 de junho de 1964) foi um político brasileiro. Foi prefeito de cinco municípios gaúchos: Alegrete, Garibaldi, Taquara, Gravataí e Porto Alegre.

## Biografia

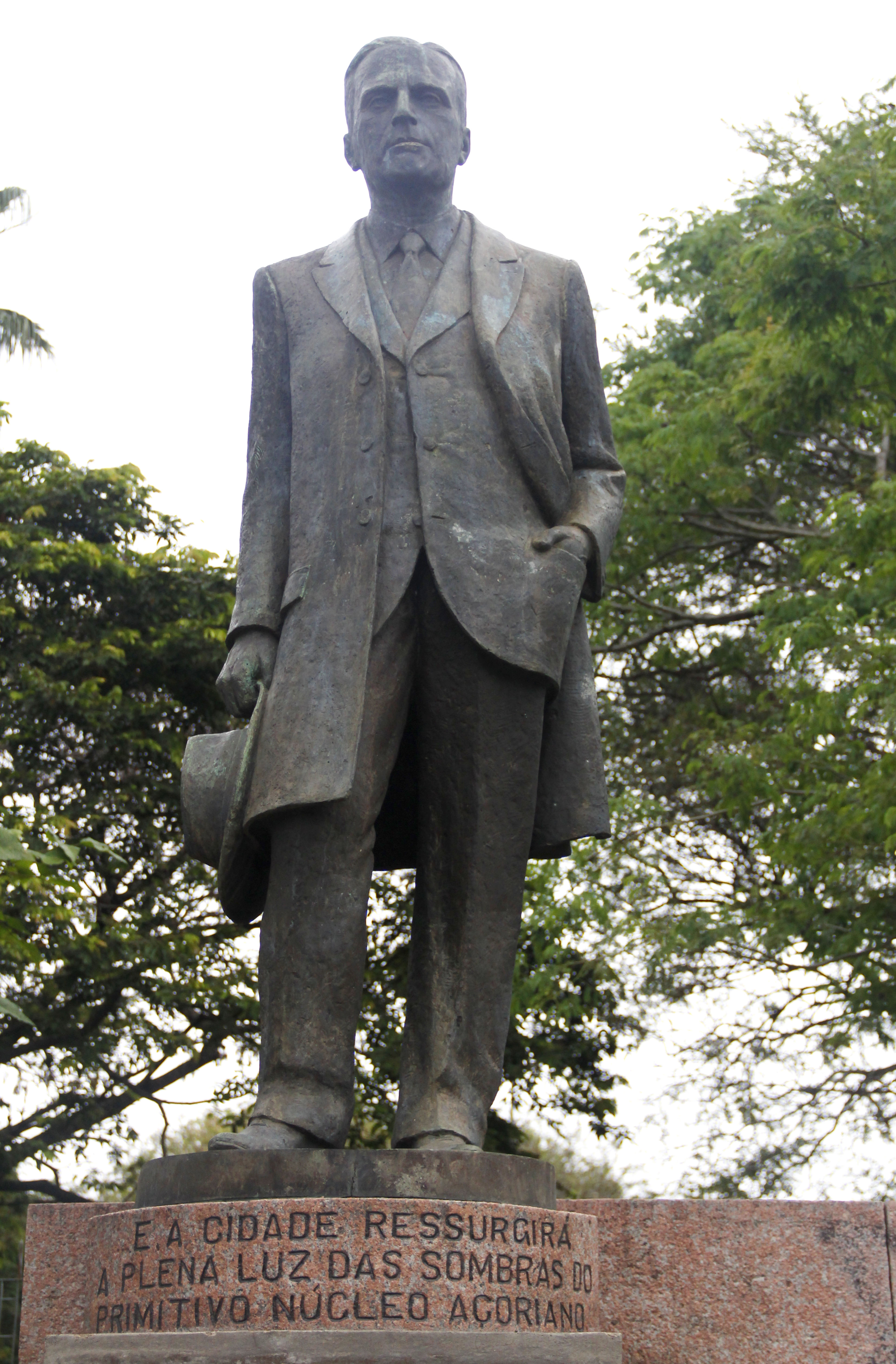
Monumento a Loureiro da Silva na Câmara Municipal de Porto Alegre

Era descendente do sesmeiro Jerônimo de Ornelas. 
Ocupou a prefeitura de Gravataí entre 1931 e 1933. Em sua passagem pelo município, Loureiro iniciou uma fase desenvolvimentista. Ele foi o responsável pela implantação do sistema de energia elétrica, pelo alargamento e calçamento das primeiras ruas, pela construção da estrada ligando Gravataí a Porto Alegre e pelo projeto urbanístico atual do centro da cidade. A principal avenida no centro do município foi batizada de José Loureiro da Silva em sua homenagem.
Ocupou a prefeitura de Porto Alegre pela primeira vez como administrador nomeado durante o Estado Novo, indicado pelo interventor Manuel de Cerqueira Daltro Filho. Naquela gestão, Loureiro também cumpriu a tarefa de urbanizador, abrindo novas avenidas e levando o desenvolvimento às regiões mais distantes da cidade. Deixou a prefeitura quando o interventor Cordeiro de Farias foi substituído por Ernesto Dornelles.
Após a redemocratização, foi um dos fundadores do Partido Trabalhista Brasileiro, onde, em 1955 disputou, com Leonel Brizola, a prévia do partido para a escolha do candidato a prefeito. Derrotado na prévia, viria a ser um antagonista do grupo de Brizola, que conquistaria a prefeitura. Expulso do PTB, ingressou no Partido Democrata Cristão.
Em 1960, pela coligação PDC-PL, concorre à prefeitura de Porto Alegre contra Wilson Vargas, do PTB. Desde a eleição de Brizola para governador do estado, o prefeito era o vice Tristão Sucupira Viana, mas os trabalhistas, divididos, não fizeram o sucessor. Com mais de 95 mil votos, 16 mil a mais que Wilson Vargas, Loureiro retorna à prefeitura com o propósito de saneá-la financeiramente. Fez também grandes investimentos em obras no seu segundo mandato. Concluiu o calçamento de 150 ruas, construiu 18 praças públicas e obteve, junto ao governo de Jânio Quadros, os recursos necessários para o saneamento da bacia do Arroio Dilúvio e para a pavimentação da Avenida Ipiranga. 
Na área de educação, houve em sua administração a inauguração de 85 novos prédios escolares e o início das obras de outros 27. Seis meses depois de deixar a prefeitura, quando entregou o cargo a Sereno Chaise, Loureiro da Silva morreu de um derrame cerebral.